# UAZ Simba
La UAZ Simba è un concept di minivan creato dalla UAZ in configurazione 4×2 o 4×4. Il veicolo, con un passo di 3000 mm, è il risultato di una combinazione tra un van da 7-9 posti e un SUV. I prototipi della Simba sono stati esposti al salone dell'automobile di Mosca dal 1999 al 2005, ma il veicolo non è mai entrato in produzione per questioni di natura finanziaria.

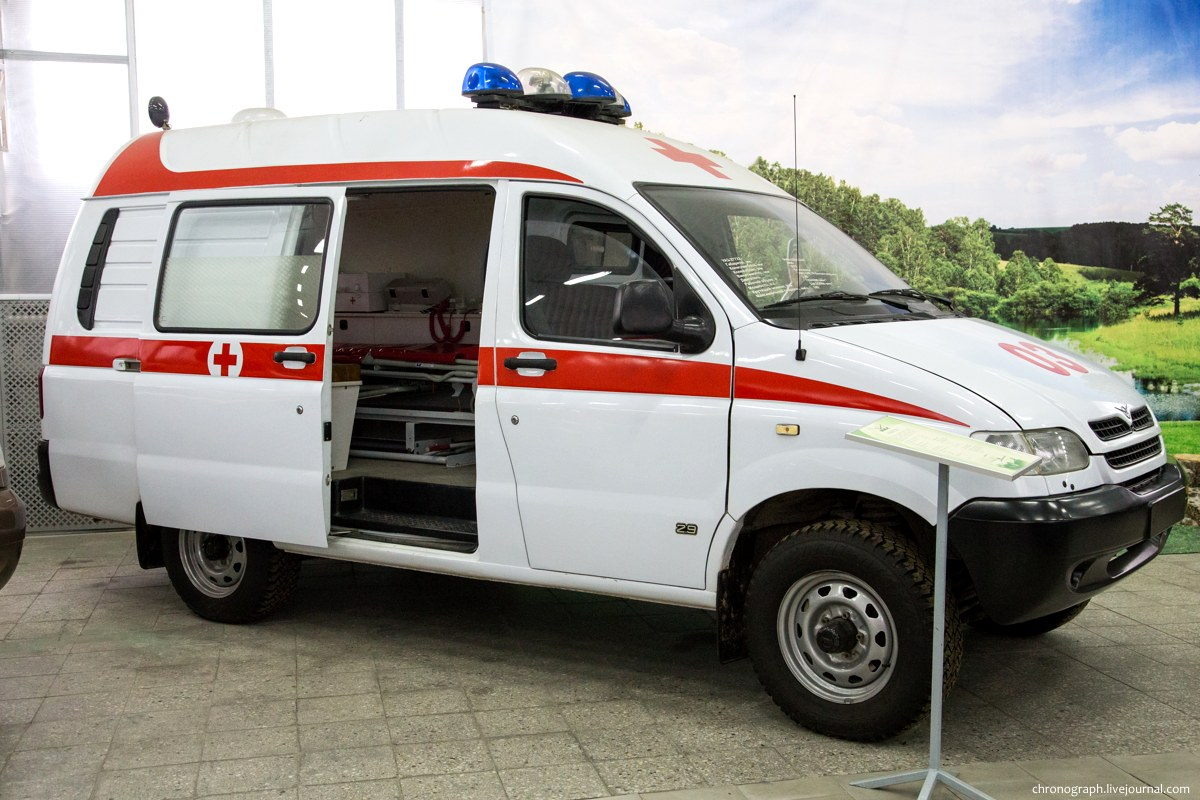
UAZ-27722 ambulanza

Il progetto nasce come un miglioramento della piattaforma della UAZ Simbir. Il passo è di 3000 mm mentre lo sbalzo posteriore è di 250 mm. In una delle versioni proposte nel tempo il tetto è più alto di quella della Simbir di 460 mm, con il risultato di accrescere la capacità sino a 13 passeggeri. Disponibile in due diverse motorizzazioni (un'unità benzina da 132 hp e un Diesel da 98 HP), la trasmissione prevede un cambio manuale a cinque marce. La massa a pieno carico è di 3 tonnellate e la velocità massima di 142-160 km/h.
Tra i prototipi esposti al Salone si trovavano i seguenti allestimenti:
- UAZ-3165 - minivan (con motore ZMZ-409)[2];
- UAZ-Combi - minivan con tetto in plastica;
- UAZ-27722 - ambulanza[3];
- UAZ-2365 - autocarro scoperto[4].